# Pseuderanthemum hylophilum
Pseuderanthemum hylophilum är en akantusväxtart som beskrevs av Emery Clarence Leonard. Pseuderanthemum hylophilum ingår i släktet Pseuderanthemum och familjen akantusväxter. Inga underarter finns listade i Catalogue of Life.